# Martin Terrier
Martin Terrier (ur. 4 marca 1997 w Armentières) – francuski piłkarz grający na pozycji napastnika w niemieckim klubie  Bayer Leverkusen.

## Życiorys
W czasach juniorskich trenował w SC Bailleul i Lille OSC. W 2016 roku został włączony do seniorskiego zespołu tego drugiego. W Ligue 1 zadebiutował 22 października 2016 w wygranym 2:1 meczu z SC Bastia. Do gry wszedł 84. minucie, zmieniając Yvesa Bissoumę. 18 sierpnia 2017 został wypożyczony do RC Strasbourg. 1 stycznia 2018 został sprzedany za około 11 milionów euro do Olympique Lyon, lecz pozostał w Strasburgu na zasadzie wypożyczenia do końca sezonu 2017/2018. Latem 2020 roku odszedł do Stade Rennais za kwotę 12 milionów euro.